# Russell Winter
Pour les articles homonymes, voir Winter.
Russell Winter est un surfeur professionnel britannique né le 9 décembre 1975 à Londres en Angleterre. Il participe en 2000 au championnat du monde de surf, devenant ainsi le deuxième britannique après Martin Potter à rejoindre l'élite mondiale du surf.

## Palmarès et résultats

### Saison par saison
- 2002 :
  - 1er du Rip Curl Newquay Boardmasters à Newquay (Angleterre)[1]
  - 3e du Mundial Coca-Cola de Surf à Saquarema (Brésil)

- 2003 :
  - 1er du Ericeira Pro à Ericeira (Portugal)[2]

- 2006 :
  - 1er du O'Neill Highland Open à Thurso (Écosse)[3]

- 2010 :
  - 3e du Relentless Boardmasters en Cornouailles (Angleterre)

### Classements
| Année             | 2000 | 2001 | 2002 |
| ----------------- | ---- | ---- | ---- |
| Championship Tour | 44e  | 29e  | 34e  |